# 贝桑松法院
贝桑松法院（Palais de justice de Besançon）是一座法院建筑，将上诉法院、地方法院和商事法院合并一处，位于法国勃艮第-弗朗什-孔泰大区杜省省会贝桑松老城区（la Boucle）
1911年10月14日，正立面列为法国历史遗迹。1979年12月27日，门廊、大楼梯以及审判室、公共大厅、第一和第二分庭以及预审分庭的壁炉，也列为法国历史遗迹。

## 历史
贝桑松法院建筑，建于1585年，由建筑师于格·桑班设计，1745-1749年间重建。1970年，部分建筑受到爆炸的破坏。1991年开始一项大型现代建筑项目，将上诉法院、地方法院和商事法院合并一处，由建筑师亨利·戈丹负责，于2003年完成。

## 建筑
正立面为文艺复兴风格。门廊上方有两座雕像，代表正义和力量。

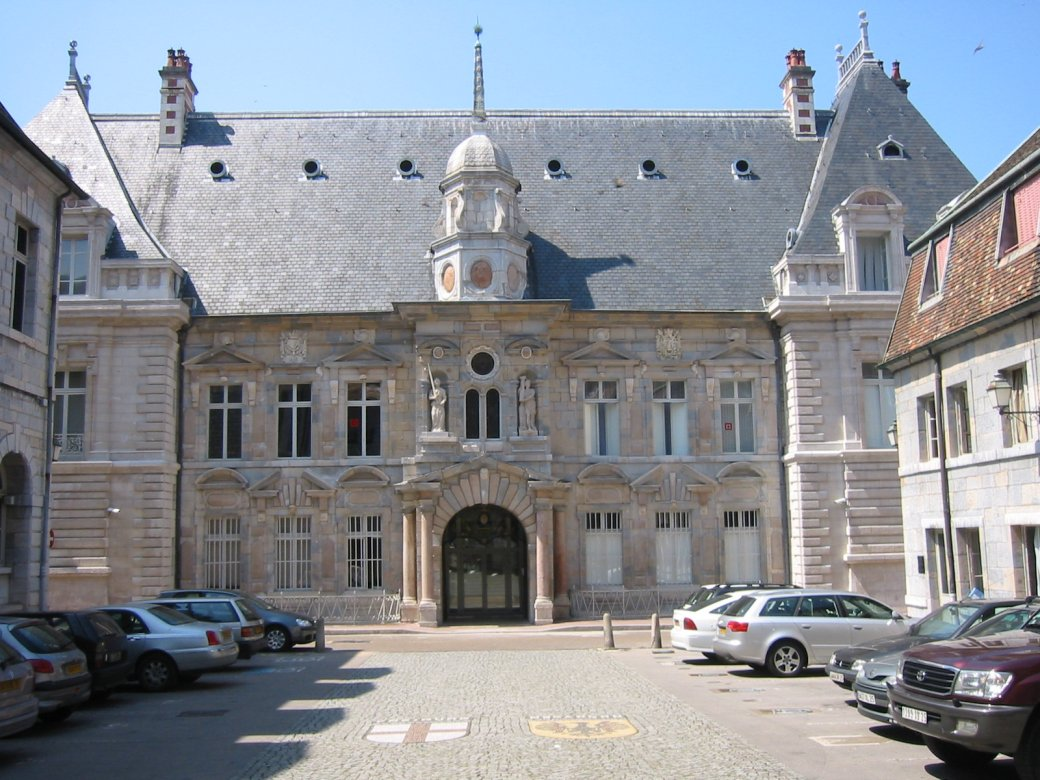
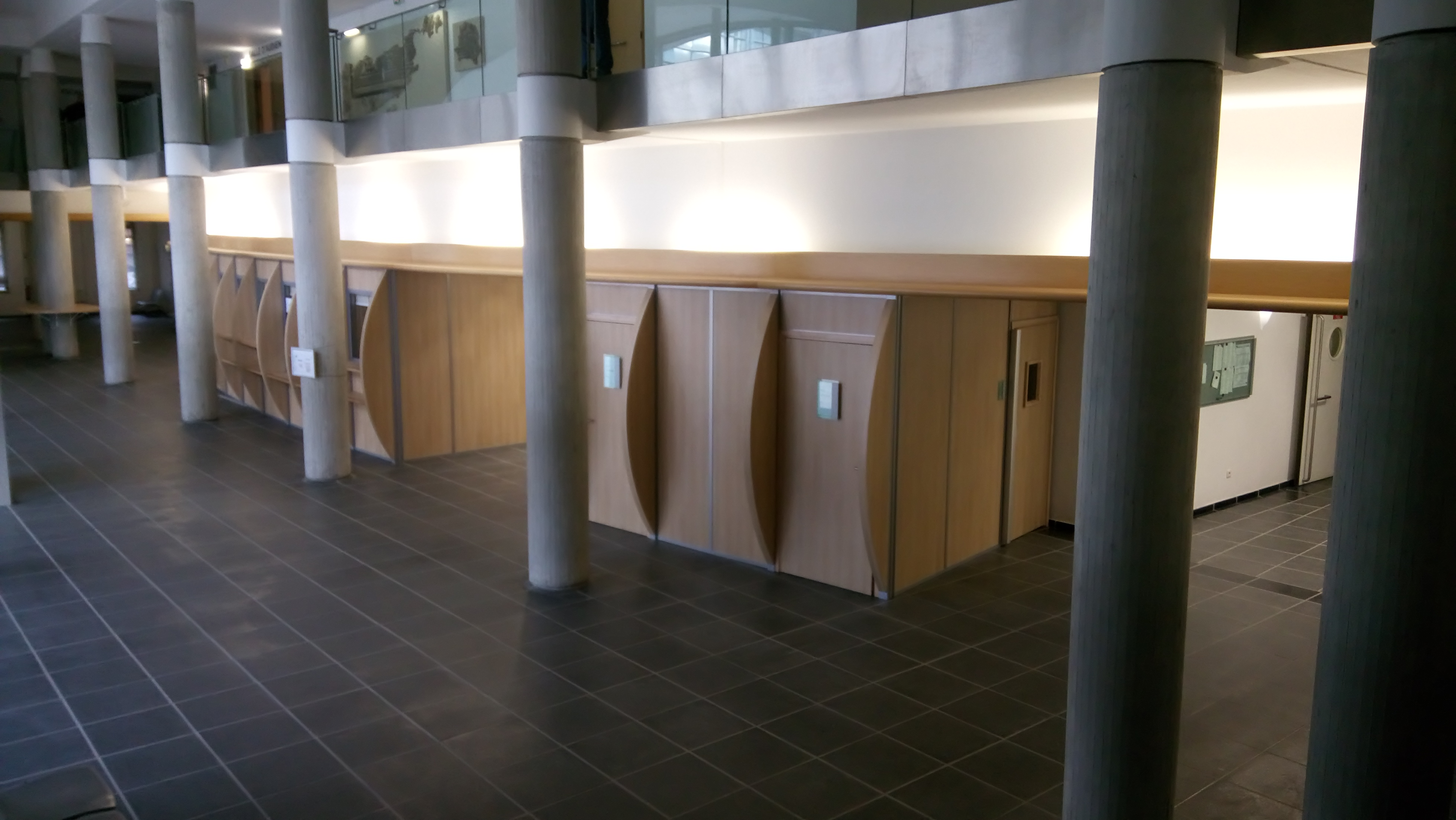
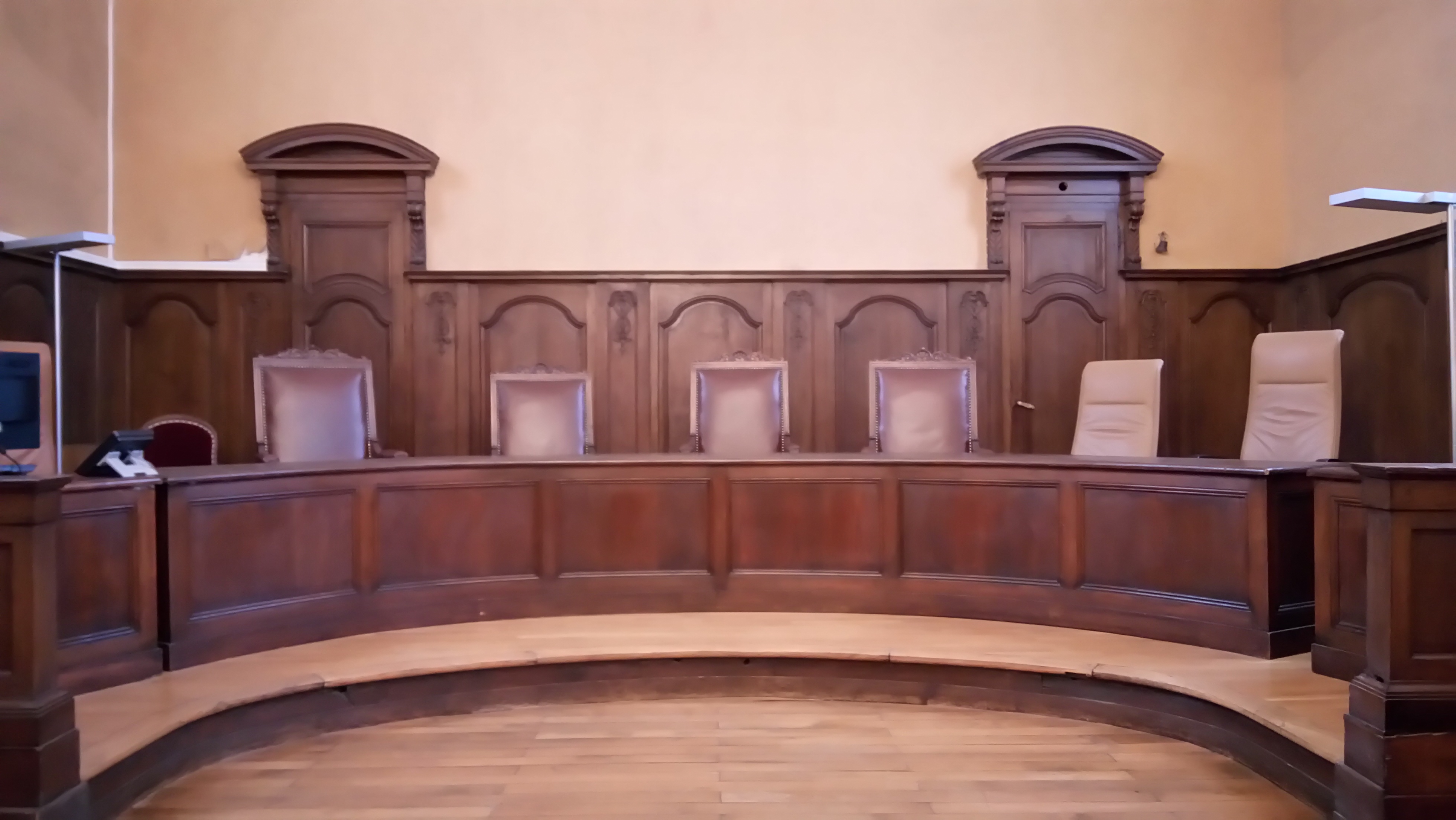
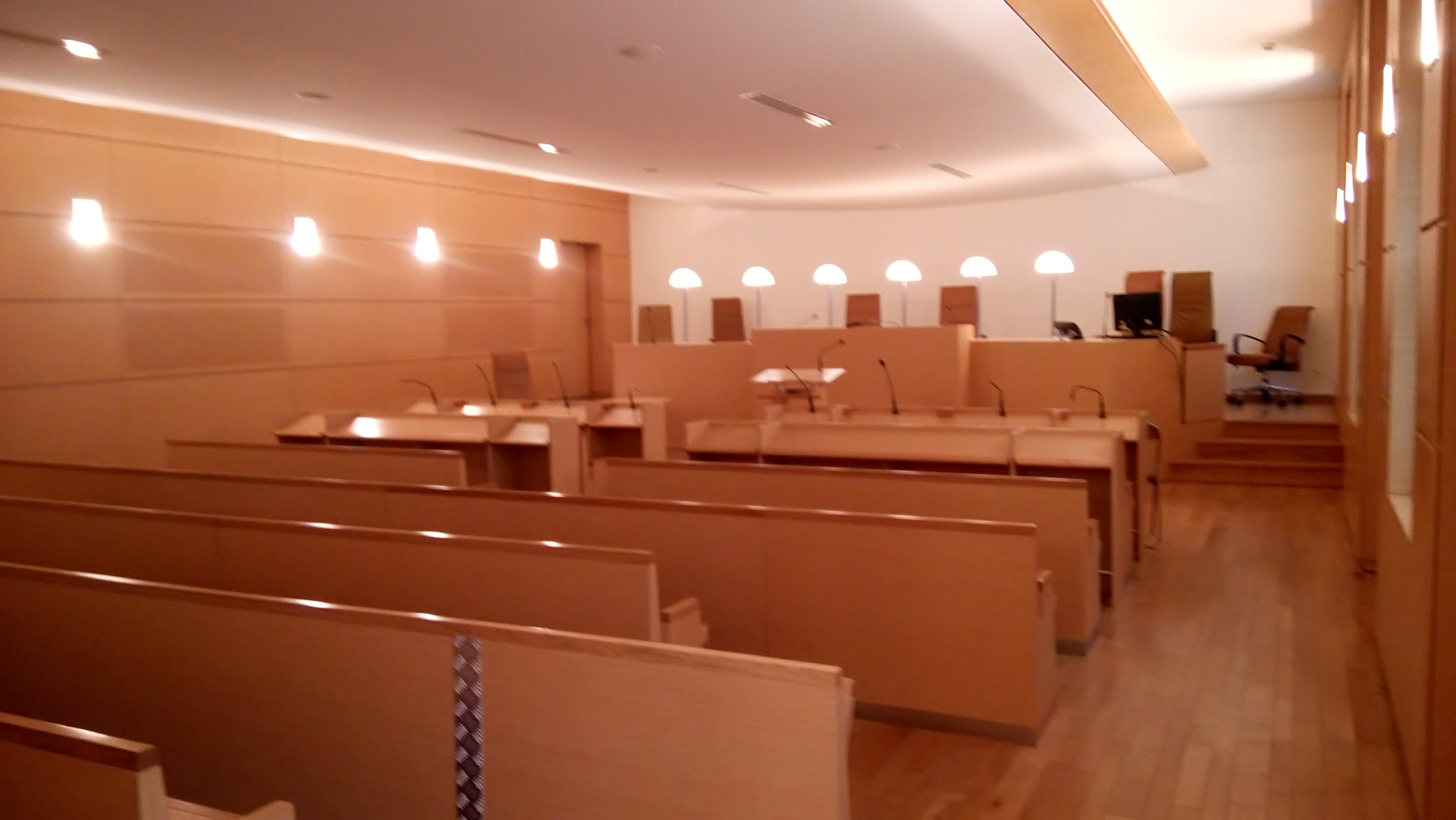